# Lori Trahan

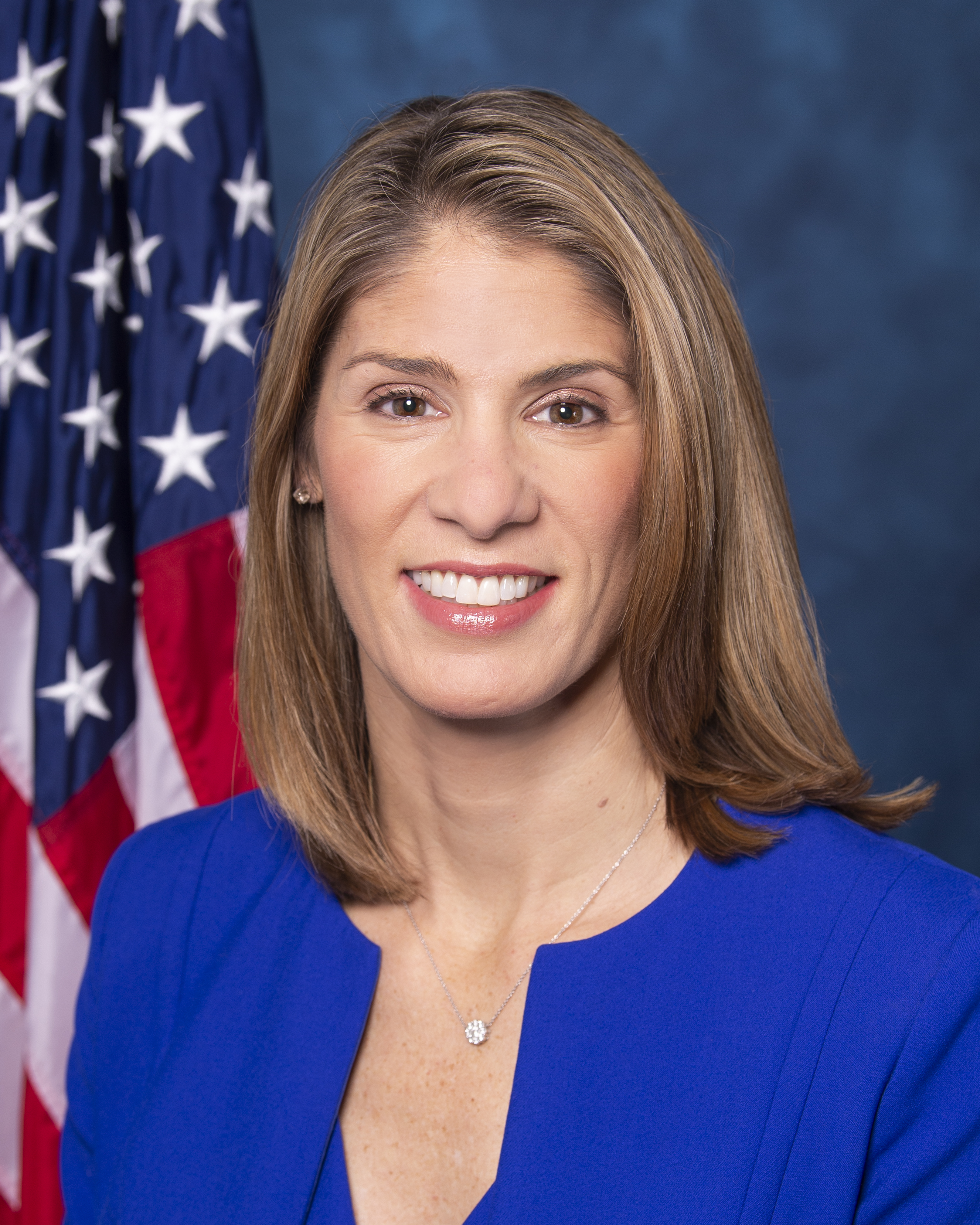
Lori Trahan (2019)

Lori Ann Loureiro Trahan (* 27. Oktober 1973 in Lowell, Massachusetts) ist eine US-amerikanische Politikerin. Als Mitglied der Demokratischen Partei ist sie seit dem 3. Januar 2019 Inhaber des dritten Sitzes des Bundesstaates Massachusetts im Repräsentantenhaus der Vereinigten Staaten. In dieses Amt war sie im November 2018 gewählt worden und wurde am 3. Januar 2019 vereidigt.

## Leben
Trahan war 1973 in Lowell im Bundesstaat Massachusetts geboren worden und wuchs dort auf. Sie besuchte die Lowell High School und war dort in der Sport-Hall-of-Fame der Schule. Trahan hat drei Schwestern. Ihr Vater, Tony Loureiro, hatte portugiesische Eltern. Sein Vater war aus Porto im Norden Portugals und seine Mutter wurde in Brasilien als Tochter von Portugiesen geboren und zog auf die Azoren, um als Kind nach dem Tod ihrer Mutter bei Verwandten zu leben. Trahans Mutter ist teilweise portugiesischer Abstammung (von den Azoren).
Trahan lebt mit ihrem Mann Dave, zwei Töchtern und drei Stiefsöhnen in Westford in Massachusetts.

## Politische Karriere
Nach dem Schulabschluss arbeitete Trahan für Marty Meehan, von 1993 bis 2007 Inhaber des fünften Sitzes des Bundesstaates Massachusetts im Repräsentantenhaus der Vereinigten Staaten; ab 2005 war sie Stabschefin von Meehan. Später verließ Trahan die Politik, um bei ChoiceStream, einem Unternehmen für Marketing-Software mit Sitz in Cambridge, Massachusetts, zu arbeiten. Sie wurde Geschäftsführerin des Concire Leadership Institute, einer kleinen Beratungsfirma in Familienbesitz.
Als Mitglied der Demokratischen Partei wurde Trahan bei den Wahlen 2018 zur Inhaberin des dritten Sitzes des Bundesstaates Massachusetts im Repräsentantenhaus der Vereinigten Staaten gewählt. Sie wurde am 3. Januar 2019 vereidigt und folgt damit auf die zurückgetretene Niki Tsongas, die dieses Amt seit 2007 innegehabt hatte. In der Vorwahl ihrer Partei hatte sie gegen Daniel Koh gewonnen – mit nur ungefähr 150 Stimmen Vorsprung. Die Wahl 2020 konnte sie ebenfalls für sich entscheiden.
Bei der Kongresswahl 2022 hatten weder Lori Trahan, noch der Republikaner Dean Tran Gegenkandidaten Sie Schlick schließlich Tran im November 2022 mit 63,6 %. In der folgenden Wahl 2024 hatte sie keinen Gegenkandidaten.
Trahan übt ihr Amt bis heute aus. Ihre neue Legislaturperiode im Repräsentantenhaus des 119. Kongresses läuft bis zum 3. Januar 2027.
Sie ist in folgenden Kongressbereichen tätig:
- United States House Committee on Armed Services
  - Subcommittee on Intelligence, Emerging Threats and Capabilities
  - Subcommittee on Military Personnel
- United States House Committee on Education and Labor
  - Subcommittee on Health, Employment, Labor, and Pensions
  - Subcommittee on Higher Education and Workforce Investment.